# インフレターゲット
インフレターゲット（英: inflation targeting）とは、物価上昇率（インフレ率）に対して政府・中央銀行が一定の範囲の目標を定め、それに収まるように金融政策を行うこと。ほとんどの場合は、インフレ率が高くなりすぎることを防止し、目標値まで下げるよう誘導するが、その逆の場合もある。
類似政策として物価水準目標というのもある。こちらはある年の一般物価水準を基準として、それに決められた上昇率分を加えたものをターゲットにするもので、物価水準が目標未達成の場合は未達成率+決められた上昇率をあわせて、あくまで決められた物価指数まで上げることである。違いは、過去の誤りを相殺するかしないかの違いとなる。

## 経緯
インフレターゲットは元々、高いインフレ率に苦しむ国で採用された。インフレ率が低い時は、通貨量を意図的に増加させて(公開市場操作)緩やかなインフレーションを起こして、経済の安定的成長を図る政策（リフレーション、通貨再膨脹）となる。貨幣数量説が不安定となったことが導入の背景にある。
経済学者のアーヴィング・フィッシャーは、世界恐慌で、貨幣供給を増やし物価水準を負債契約が結ばれた時点の水準にまで引き上げ、その水準を維持する必要があると主張した（物価水準目標）。
歴史上、最初のインフレターゲット採用国はスウェーデンであり、中央銀行リクスバンクが1931年に「通貨プログラム」という名で物価水準目標を設定している（1937年まで）。
1930年代に物価水準目標（英語ではprice-level target）を実施したスウェーデンを除くと、世界で最初にインフレ目標政策を採用したのはニュージーランドである（1990年）。
1990年のニュージーランドで導入されたのを皮切りに、1990年代イギリス・スウェーデン・カナダ・オーストラリア等でも実施され、つづいてブラジル・チリ・イスラエル・大韓民国・メキシコ・南アフリカ・フィリピン・タイ王国・チェコ・ハンガリー・ポーランドなど、2012年現在は20カ国以上で導入されている。
IMFの監視下に置かれた韓国、タイ、インドネシアは、1998年から2000年にかけてインフレーション・ターゲティングを導入した。韓国は、1998年にアジアで最初のインフレーション・ターゲティング採用国となった。中央銀行は金融調節を、マネーサプライを中間目標として用いる方式から金利操作によりインフレ目標を達成する方式へと転換した。
アメリカ合衆国の中央銀行にあたる連邦準備制度（FRB）は他の中央銀行とはことなりインフレ率以外にも雇用（Employment Act of 1946）に責任を負っており、いわゆるインフレターゲットは採用していなかったが、2006年にインフレターゲットの主唱者であるベン・バーナンキがFRB議長に就任。近い将来導入されるのではないかと見られていたが、2012年1月25日に長期インフレ目標値を公表する方針を示し事実上の（FRBの自律的）インフレターゲット導入に転じた。
2012年時点で先進国においてインフレターゲットが採用されていないのは日本のみであったが、2013年1月22日に日本銀行は「中長期的な物価安定の目途」を「物価安定の目標（Price Stability Target）」に変更し、物価上昇率を1%から2%に引き上げた。

## 各国の設定

### 目標
健全なインフレ率は、人類の経験則から2-3%といわれている。多くの中央銀行で物価目標を設定する試みが行われているが、設定するインフレ率（例えばイギリスは2.0±1%）や政策目標への拘束力などは様々である。日本銀行は物価目標を2%とした根拠について、消費者物価指数が実態より上振れしやすく「1%では、実際にはゼロ%からデフレである可能性があるため」と説明している。
世界の中央銀行の大半が2%プラス・マイナス1、あるいは1-3%という範囲でインフレ目標を設定し、中心値は2%である。

### 対象
物価には、消費者物価指数、個人消費支出物価指数、GDPデフレーターなどいくつかの種類があり、どの指標に従って上昇率を決めるかは国によって異なる。食品とエネルギーは価格変動が激しいので除外されることが多い。
- 日本 - 日本銀行は生鮮食品を除いたコアCPI[18]を物価目標の指標として採用する一方で、日本政府は2013年に生鮮食品及びエネルギーを除いたコアコアCPI[19]で判断する方針を明らかにしている[20]。
- 米国 - 消費者物価指数（CPI）ではなく個人消費支出（PCE）物価指数を対象としている[21]。食品とエネルギーを除いたコアPCE物価指数を重視している。

インフレターゲット採用国は、目標インフレ率を維持できると予想できる場合、資産価格や原油価格を考慮しないという方針を採用している。
経済学者の高橋洋一は「黒田東彦日銀が採用しているインフレ目標には、株式・地価などの資産価格は含まれておらず、一般の財・サービスで構成される消費者物価指数が目標対象である」「目先の市場の動きで金融政策が左右されたら、実体経済に悪影響になる」と指摘している。ヤン・ティンバーゲン#ティンバーゲンの定理も参照。

### 実施方法
インフレターゲットの目標物価上昇率の設定主体は、政府、政府と中央銀行、中央銀行の3タイプが存在する。
インフレターゲット政策自体は、新興国を含む多くの国で採用されているが、その運営方法は必ずしも一貫しておらず、多くは本来のインフレターゲット政策の意図から逸脱しているのが実情である。南アフリカ、オーストラリア、ニュージーランドは比較的、忠実にインフレターゲット政策を実施している。
インフレターゲットを達成できなくても政府が中央銀行幹部を罷免できる法規定が存在する国は殆どなく、唯一ニュージーランドに数年間にわたって著しくインフレターゲットを達成しない総裁について解任できる法規定があるのみである。ただし、目標不達成で総裁が罷免された例はない。
ユーロ圏における中央銀行的役割を果たす欧州中央銀行(ECB)ではインフレターゲットとは呼ばれないものの「物価安定の数値的定義」として2%のインフレ率が設定されている。スイス国立銀行も同様に物価安定の数値的定義である。
中国はインフレターゲットを設定しているが、金融政策を物価安定に振っているわけではなく、事実上、為替レートの水準維持に振っている。
|                  | 政府 | 政府・中央銀行 | 中央銀行 |
| ---------------- | ---- | -------------- | -------- |
| オーストリア     |      | ○              |          |
| ブラジル         | ○    |                |          |
| カナダ           |      | ○              |          |
| チリ             |      |                | ○        |
| コロンビア       |      |                | ○        |
| チェコ           |      | ○              |          |
| ハンガリー       |      | ○              |          |
| アイスランド     |      | ○              |          |
| インドネシア     |      | ○              |          |
| イスラエル       | ○    |                |          |
| 韓国             |      | ○              |          |
| メキシコ         |      |                | ○        |
| ニュージーランド |      | ○              |          |
| ノルウェー       | ○    |                |          |
| ペルー           |      |                | ○        |
| フィリピン       |      | ○              |          |
| ポーランド       |      |                | ○        |
| ルーマニア       |      | ○              |          |
| スロバキア       |      |                | ○        |
| 南アフリカ       |      | ○              |          |
| スウェーデン     |      |                | ○        |
| タイ             |      |                | ○        |
| トルコ           |      | ○              |          |
| イギリス         | ○    |                |          |
| アメリカ         |      |                | ○        |
| 日本             |      | ○              |          |
| (参考）          |      |                |          |
| ユーロエリア     |      |                | ○        |
| スイス           |      |                | ○        |

## 政策の有用性
マクロ経済学的には、総需要を安定的に推移させ、金利による物価調整を機能させるためには1-3%程度の緩やかなインフレターゲットを具体的に宣言することが必要であると推進派の学者は主張しており、多くの国の中央銀行は物価水準目標を設定している。その結果アメリカ、日本、中国、インド、ロシア、ドイツ、フランス、中東諸国（イスラエルを除く）、アフリカ諸国（南アフリカを除く）、東南アジア諸国（フィリピン・タイ・インドネシア・韓国を除く）、南米諸国（チリ・ブラジル）を除く有力経済圏においては、物価上昇率の制御及びデフレーションの防止に成功していると推進派の学者は主張している。
世界で物価目標制が導入されている理由は中央銀行の独立性を高める有効な仕組みだからであり、この仕組みがあれば、中央銀行はインフレ率が高まりすぎる時に、金融引き締めを行うことができる。インフレターゲットとは、政府・中央銀行それぞれが何をなすべきかについて確認し、中央銀行が実行すべき数値目標を定める契約である。インフレターゲットの採用により、資産価格の大幅な下落や民間投資の低迷、過大評価された為替レートといった問題は解消に向かうとされている。名目成長率を上げるためには、インフレターゲット政策が効果的であり、物価水準目標の下限を1%、上限を3%としている国は経済成長が高いとされている。
ベン・バーナンキは「インフレターゲットは物価・雇用の安定の両方に貢献する」と指摘している。
経済学者の岩田規久男は「市場参加者間で『中央銀行は、金融政策を中期的にインフレターゲットを達成するようにコミットする』という動学的整合成性に対する信頼が形成されれば、中央銀行がインフレ予想を発表するだけで、市場金利・株価・為替レートは適正な方向に反応する」と主張していた。
経済学者の伊藤元重は「人々からデフレマインドを払拭することは難しく、これが日本でデフレが定着している最大の理由である。インフレターゲットを導入することでデフレマインドが払拭できるのであれば、インフレ・ターゲティングという政策はその本来の機能を果たしたことになる」と指摘している。

### 政策の効果
インフレターゲット政策を採用した国は採用後、インフレ率が低下する一方で、実質GDP成長率は上昇し、2008年の世界金融危機が起きるまで、良好な成果を収めていた。岩田規久男は、「サッチャー改革が、生産性の向上、安定した経済成長に繋がっていったのは、1990年初頭にインフレ目標を採用されるようになってからであり、それ以降インフレ率は1-3%で維持され、失業率は低下し、マクロ経済が安定化してからである」と指摘している。インフレターゲット採用後の1993年から2008年までのイギリスは、成長率は安定的に上昇し、インフレ率は低い水準で抑えられ、失業率は低下した。
2008年のリーマン・ショック前、（1）スウェーデン（1931-1933年）、（2）スウェーデン（1996-1999年、2004-2005年）、（3）ニュージーランド（1998-1999年）（4）カナダ（1994年）では、インフレターゲットによりインフレ率はマイナスからプラスになった。

## 日本銀行の見解
日銀を初めとして政府も当初それほど深刻には考えておらずデフレーション克服に本腰を入れることは無かったため、デフレ不況は長期化し、「失われた10年」と呼ばれる経済的不況とあいまって不良債権処理をより困難にした。
2000年10月の日本銀行の報告書「『物価の安定』についての考え方」では「物価の安定を数値で示すことは適切ではない」としていた。2002年12月17日の日本銀行の決定会合で、速水優総裁は物価目標について「経済を無謀な賭けにさらす。政策として適当でない」と発言し、物価目標の導入を否定した。
2006年3月に日本銀行は「中長期的な物価安定の理解（Understanding of Medium- to Long-Term Price Stability）」を公表した。2006年版では「物価の安定」について「消費者物価指数で変化率が0%の状態」としており「0から2%の範囲内」としていた。福井俊彦総裁は「政策目標ではない」と述べていた。
2009年11月3日、日本銀行の白川方明総裁は講演で「インフレ誘導政策を採用すれば、様々な問題が起こる」「中央銀行はそのような政策は決して行わない」と述べている。
2010年4月20日、衆院財務金融委員会で行われた日銀半期報告では、デフレ脱却に向けて物価水準目標（インフレターゲット）政策について議論が展開された「。
2012年2月14日には「中長期的な物価安定の目途（The Price Stability Goal）」を公表、「理解」から「目途」に変更した。白川総裁は、「目標」ではなく「（中央銀行の総意としての）目途」であるとして、政策的な達成義務のある「目標」であることに否定的な見解を示していた。
2012年11月12日、白川総裁は都内の講演でインフレターゲットについて「物価も賃金も上がらない状況が長く続いた日本経済では現実的でない」と述べ、否定的な見解を示した。また、日本の消費者や企業では「物価は上がらないのが普通だという感覚」が定着していると述べた。
2013年1月22日、日本銀行金融政策決定会合において、物価安定目標を2%と定めたインフレターゲットの導入を決めた。また、物価水準目標達成のため、政府と日銀が一体となり取り組むことを共同声明として発表した。

### 日本銀行への見解
元日銀審議委員の中原伸之は「日銀は、物価目標の責任は自分たちだけが負うのではないと抵抗していた。日銀には物価目標に対する全面的な責任がある」と述べている。岩田規久男は、物価上昇率目標を中期的に達成することが「日銀の義務」と強調している。
経済学者の伊藤隆敏は「インフレターゲットのフレーム導入に政府・日銀が合意するのであれば、手段は日銀に委ねられる。その代わり、目標達成の責任も日銀に生じるということを承知したということになり、その点はしっかり認識しておくべきである」と指摘している。

## 日本の導入推進論
金融政策の透明性向上 や予想インフレ率を安定化させることから、日本でも導入を求める声があった。経済学者の岡田靖は「2%程度のインフレを目標に経済を運営すべきだということは、ほとんどの先進国で受け入れられている政策の枠組みとなっている」と主張した。
アメリカの経済学者のポール・クルーグマン やベン・バーナンキ、岩田規久男、竹中平蔵、中原伸之 ら日米の経済学者・経済論者たちは日銀・政府の姿勢を強く批判し、リフレ政策によるデフレーション克服を唱えた。
上記の経済学者のほかにもリフレ派の経済論者である野口旭、森永卓郎、原田泰、若田部昌澄、勝間和代、片岡剛士、田中秀臣、浅田統一郎、飯田泰之、高橋洋一、安達誠司、浜田宏一 からインフレターゲットが提案されていたが、日銀や学者の中には反対論が多かった。毎日新聞、朝日新聞、週刊東洋経済は反金融緩和派、反インフレ・ターゲティング派の急先鋒であった。
ポール・クルーグマンは1998年の論文で「バブル崩壊以降、不況から抜け出せない日本が実行できる政策は、もはやインフレターゲットしかない」と初めて指摘し、その後も著書でインフレターゲットの必要性を主張していた。1990年代後半の日本における深刻なデフレーションに対し、借り手である企業の負担となるデットデフレーション（Debt Deflation）の解消をはかる見地から、クルーグマンは中央銀行（ここでは日本銀行）が長期的に通貨量を増加させることにより、名目金利から予想物価上昇率（15年間にわたって年4%ずつ）を差し引いた実質金利をマイナスにするという案を示した。クルーグマンのインフレターゲット政策の核心は、市場参加者の期待形成に影響を与える、マイナス金利を達成することで経済の不安定を解消するという事である。
日銀は0-1%の物価上昇率の目途（日銀の認識を示す目安であって、日銀の政策目標としての規律性は持たないを設定していたが）、インフレ・バイアス（日銀が物価安定の指標として用いるCPI（消費者物価指数）は統計の性格上、1%弱の上方バイアスがかかるとの研究報告がある）まで考慮するならば、ニュージーランド準備銀行が採用しているように1-3%の幅で目標インフレ率を設定するのが望ましいとの主張があった。

### 導入への反論
インフレ目標の設定に経済的な意味があるのかどうかという点については、ブロガーの池田信夫からは疑問視されている。高橋洋一は、「1-3%のインフレターゲット政策は、名目金利のゼロ下限や名目賃金の下方硬直性による金利・賃金調整機能の不全を是正できるので、意味がある。マイルドデフレとマイルドインフレでは成長率に差がでる」と反論している。
評論家の中野剛志は「デフレ脱却は金融政策だけではなく、あらゆる手段を総動員してレジーム・チェンジしなければ成し遂げられない。日銀だけが『インフレターゲット』政策を導入して金融緩和を行っても焼け石に水で終わる」と指摘している。
経済学者のジョセフ・E・スティグリッツは「インフレターゲットが政策手段になると主張する方も一部にいらっしゃいます。インフレ期待を形成させることができるかどうか。私は、インフレ期待を形成することは不可能であり、インフレにだけ焦点を当てるという政策はまちがっていると思います。」と述べている。「私の意見では、金融政策は全てのマクロ経済政策目的を達成するために行われるべきです。例えば、米国における政策目的は雇用・経済成長・物価安定です。」「金融政策の目標はマクロ経済の安定化であり、完全雇用を実現すべきです。これを実現する政策手段が適正な政策手段であります。」と述べ期待インフレを政策目標とすることを批判している。また「銀行のバランスシート上、マネーサプライと信用量が等しいという事実が、この分野における長年にわたる混乱の原因の一つです。回帰分析を行えば、この2つの数字は同じものになってしまうので、何が原動力になっているかを特定することは難しくなってしまいます。我々が主張している理論では、信用供給に焦点を当てた（政府紙幣発行のこと）訳です。例えばベースマネーが増加したとしても、信用供給に直接反映されない訳です。この点こそ日本が抱えている問題の1つなのかもしれません。通貨当局はベースマネーをコントロールしていますが、直接的には信用供給をコントロールしていません。最終的にはこの2つは同じかもしれませんが、何をコントロールしているかという点が重要だと思います。」と述べベースマネーと信用供給（こちらが直接に物価に影響する）を等しく見ることに対して問題を呈している。

#### 経路について
インフレーションを実現する具体的な政策手段がないというものがある。経済学者の加藤寛は「国民に将来不安があるのに、通貨増発による物価上昇を政府が示せば国民は消費するという考えは短絡的である」と指摘している。中野剛志は「中央銀行がインフレターゲットを宣言し金融緩和しただけで、人々がインフレ予想を抱くとは限らない」「金融緩和によるマネーが必ずしも国内の投資・消費に向かうとは限らない。金融政策だけで需要不足を解消し、物価が上昇し始めるという実行性をあげることはできない」と指摘している。
中央銀行がどれだけ多額の債権等を買ってもインフレにならないというのは考えにくく、実際に有力経済圏の中央銀行では明示的に物価水準目標（インフレターゲット）を導入している。
原田泰は「どんなものでも供給を増やせば価格が下がり、減らせば上がる。通貨も同じである。歴史的でも構造的でもなんでもない。これはハリー・G・ジョンソン、ジェフリー・フランケルなどの経済学者が1970年代に、厳密に示したことである」と指摘している。岩田規久男は「銀行貸出が増えなければマネーは増えないという人は多いが、銀行が証券を買えばマネーは増える」「仮にどんなに長期国債の買いオペレーション額を増やしてもインフレが起きないのであれば、日本銀行がすべての長期国債をインフレを起こさずに買い切ってしまうことができることになる。マネーが溢れてもインフレが起こらない状況はあり得ないというのが経済学の常識であり、歴史が示している」と指摘している。
ジョセフ・E・スティグリッツは「インフレターゲット論は少なくともマネタリストより害は少ない。日本の場合のインフレターゲット論の問題点は、それが短期的に間違った変数に注目することであり、コミットメントが信用できるものだとすれば、金融当局は間違った戦略を長期に渡って推進することになる。金融政策は、今現在の実質金利よりも信用供給の拡大に注目したほうが正しく推測できる」と指摘している。

#### デフレの国の採用について
これまでの実施国の多くがインフレ抑制の手段としてこれを用いていることからデフレーション克服に用いることに関して疑問視する意見が存在していた。評論家の中野剛志は「岩田規久男はインフレターゲット政策を正当化する理論的背景としてトーマス・サージェントの経済理論を挙げている。しかし、サージェントの理論はインフレ対策に関するものであり、彼が歴史的実例として取り上げているのはインフレ退治の事例である。岩田はサージェントの理論がデフレ対策にも応用できるとしているが、それが可能かどうかは疑問である」と指摘している。
速水優元日銀総裁は「インフレターゲットは、インフレの国が採用しているのであり、デフレの国が採用しているというのは聞いたことがない」と指摘している。
その反論として、田中秀臣は「インフレターゲットは、実際にニュージーランドなどで、デフレ脱却の成果を上げている。また、デフレ予防のため各国はインフレターゲットに上限だけでなく、下限の数値目標を入れており、高インフレ対策と同時にデフレ対策としても機能している」と指摘している。若田部昌澄は「物価が継続的に下落するデフレーションを放置することは望ましくない」と述べている。

### 金融危機・バブル懸念
ジョセフ・E・スティグリッツは各国中央銀行の「硬直した」インフレターゲットが世界的な金融危機の一因になったとの見方を示し、中銀は低インフレに集中し過ぎ金融安定と経済成長の確保を怠ったとしている。
白塚重典は物価を目標とした金融政策がむしろ資産価格のインフレーション（バブル景気）を伴う可能性があると指摘している。経済学者の伊藤修は「国民の期待に働きかけることが大事なのは確かであるが、物価は安定しているのにバブルが膨らんだ結果、巨大な災厄になった事例がある。中央銀行は物価だけではなく、資産価格の暴騰なども注視し、総合的・予防的に政策を運営しなければならないのではないか」と指摘している。
岩田規久男は「インフレターゲットを導入している国発のバブル崩壊による金融危機は起きていない。バブル崩壊による金融危機が起きたのは、導入していない（2011年当時）日米だ」「はっきりとした目標を持たなかった日本と米国でバブル経済の生成と崩壊が起きた」と主張している。

#### 貿易赤字懸念
経済学者のベネット・マッカラムは、2003年に発表した日本の金融政策に関する論文の中で、日本銀行が2%のインフレターゲット政策を導入し、量的金融緩和政策を実施すれば、貿易収支は一時的に悪化し、貿易赤字になるとを指摘している。

#### 岩石理論
「岩石理論」とは「斜面で止まっていた岩石を押して転がすと加速して止められなくなり、すごい速さで転がり斜面の下の住民を押し潰してしまう」というものであり「デフレからハイパーインフレへ瞬間的に変化する」という理論である。また、日本でインフレ目標を含む大規模な金融緩和政策をとった場合、ハイパーインフレが起こる」という反論とは逆に、「日本銀行は果敢に金融緩和を行ったが、デフレの鎮圧に効果はなかったので、これ以上の緩和を行なっても意味がない（=インフレは起こせない）」という反論を寄せる識者もいる。
インフレターゲットがハイパーインフレを生むという懸念について、ポール・クルーグマンは「価格の安定とハイパーインフレとの二者択一しか頭にない人が多い。私の主張する、緩やかなインフレとジンバブエのハイパーインフレでは、まったく違う。しかし、多くの人々はその区別がつかない。実際に経験したわけでもないのに、ちょっとインフレになれば、彼らはもう滑りやすい坂道を転げ落ちて収拾がつかないことになると思ってしまうわけである。実際にはそうはならないのに、人々は極端に悪いイメージを飛躍的に抱く」と指摘している。
原田泰は、「金融緩和を続けていればインフレになり、ジンバブエのようなハイパーインフレになってしまうという批判がある。だから途中でやめなければならない。インフレターゲット政策とは、金融緩和を途中でやめるための政策である」と指摘している。
高橋洋一は、「インフレターゲットは先進国で採用されているが、ハイパーインフレになった国はない」と指摘している。岩田規久男、片岡剛士 も同様の主張をしている。

#### 設定数値について
インフレターゲットを採用すると、ハイパー・インフレに発展する危険性があるとの指摘があるが、その危険性はインフレターゲットに上限を設定することによって回避できる。範囲の上限を超えれば、逆に金利の引き上げ・資金供給の引き締めで物価上昇率を下げるように誘導するための目標圏の設定である。日本の2%目標の根拠に関して次のような意見がある。
エコノミストの山崎元は「長年にわたって日本の物価上昇率は低く、バブル期でも1%程度だったので、2%以上の物価目標は現実性が乏しいとの意見もあるが、だからこそデフレ癖が直り、マイルドなインフレが常態になるまで金融緩和を続ける必要がある」と指摘している。
原田泰は「2%インフレ目標とは、2%を超えたら金融を引き締めるとあらかじめ決めているので、決してハイパーインフレなどにはなりえない」「大事なのは景気が良くなることで、2%というのはそのくらいのほうが雇用が良くなるという経験則があるからである」と指摘している。
ジョセフ・E・スティグリッツは「政府も適切な景気刺激策に取り組むなど、政府・日銀がそれぞれの役割を果たせば、（2%の物価目標の）達成は可能だと思う」と述べている。スティグリッツはインフレ目標政策について目標インフレ率が低い場合、失業を解決できない場合があると述べている。
浜田宏一は「2%までなら何の問題もないが、4-5%になればインフレ課税となる。インフレは行き過ぎないように止めることは重要である」と指摘している。
反論もある。経済学者の池尾和人は「物価目標2%は、コストプッシュ的な形で上がっても生活は良くならない」と指摘している。
2%目標のに必ずしもこだわる必要はないとする意見もある。
原田泰は「失業率が十分に低下したら、物価目標に必ずしも拘らなくても良い」と指摘している。浜田宏一は「（2%の物価目標は）経済が回復してくれれば、1%に越したことはない」「インフレ目標の達成よりも雇用や生産など実体経済の回復が重要である」と指摘している。
推奨する設定値は論者によって様々である。
- 1-3% - 森永卓郎は「森永は「高めに出る消費者物価指数をインフレターゲットする場合、ゼロを目標にはできない。消費者物価指数の上昇率がゼロの場合、実際の物価上昇率はマイナスとなる。1-3%の物価上昇率を目指せば、実際には物価は変わらない或いは少しの上昇になる」と指摘している[129]。岩田規久男は、下限1%上限3%程度のインフレ・ターゲットの設定を提案していた[100]。また岩田は、具体的なインフレ目標として、消費者物価指数の前年比上昇率が何年後に何%と、期限を切って設定する必要があるとしている[130]。
- 3% - 竹中平蔵は3%もの物価目標を掲げると長期金利が上昇しかねないとの批判に対し、「効果がない、長期金利や物価が急騰しかねないという2つの矛盾した批判があるが、批判者は対案を出すべきである。効果がない可能性も、極めて大きな効果がある可能性もある。慎重に実行できる人を中央銀行総裁に選べばよい」と指摘している[131]。ジョセフ・E・スティグリッツは「日本で議論されているインフレ目標は、最低限のインフレ率を実現させるものであるが、3%程度のインフレ率を目標にするのがよい」と指摘している[132]。
- 4% - 2010年2月、国際通貨基金（IMF）のリポートは「4%の目標が適切である」とした[133]。経済協力開発機構（OECD）は、2%の物価上昇目標の実現にはさらに大胆な量的緩和策が必要だと指摘し、社債や長期国債を含めた日銀による資産購入の拡大が望ましいとの見方を示している[134]。

### 国債の日銀引受
インフレターゲット論の主張する重要な金融政策の一つは国債、市中債券、株式等の引受(公開市場操作の拡張)であり、とくに公正性の観点から日銀の国債引受が有効であるとの主張がなされた。
国債の日銀直接引受は財政法第5条 で原則禁止されている一方1年未満の短期的な国庫短期証券の引受けは同条の適用外として解されており、日本銀行法第34条第4号 で1年未満の国庫短期証券の引受をできるとされている。
1年未満の国庫短期証券の引受は1945年から1998年度までは継続的に実施されていた。これを長期国債まで適用を拡大させ、政府支出や大幅減税を実施する一方で、その財源としての国債を日銀に引き受けさせる事で実質的に通貨供給を増やすというものである（ヘリコプターマネー論）。
1990年代から2000年代の日本のケースでは直接これらの政策が採用されることなく、量的金融緩和政策、および2003年1月から2004年3月に行われた円安維持のための大幅な非不胎化介入 により外国為替市場を経由してマネタリーベースが増加したため、2004年第3四半期までの内閣府発表のGDPデフレーターはマイナスながら絶対値の少ない方向に変化したが、その後2005年第3四半期までは再度マイナスの値が増加する方向に転じたものの2007年第3四半期までは再度マイナスの絶対値が少なくなる方向となり、第14循環景気の拡大期間は2002年2月から2007年10月の69ヵ月となった。
「インフレターゲットが財政規律の喪失や財政ファイナンス（赤字の穴埋め）につながる」との見解 に対しては岩田規久男は「財政ファイナンスが起こらないようにするために考案されたのが、インフレターゲットである」と指摘している。
岩田規久男は「インフレターゲットは財政ファイナンスを避けるための一つの仕組みだ。そもそもインフレターゲットというのがどうしてできたかというと、中央銀行がまだ独立していなかったときに、政府に無理やり国債を買わされていたためである。これでは中央銀行が財政ファイナンスをしていることになり、どんどんお金が出て行った結果、1980年代の欧米では二桁台のインフレになった。これでは困るので中央銀行は政府と目標は設定するが、達成するための手段は中央銀行が政府の介入を避けて自分で決定することにした。目標を達成するような当座預金の増額や、ベースマネーを増やすために長期国債を買うという判断は日銀自身がする。政府がそれ以上要求しても、目標を達成すればそれ以上は長期国債を買わないというのがインフレターゲットの役割である」「世界標準の物価目標の下では達成に向けた金融政策手段に関しては独立性が保障されているため、政府に国債購入を強要される財政ファイナンスの懸念は起こりようがない」「大量の国債買い入れを続けても終戦直後のような供給不足は生じないため、ハイパーインフレが起こる確率は少ない」と指摘している。
伊藤隆敏は「すでに日銀は相当規模の国債を買い入れており、満期構成は違うものの、金額上は国債の新規発行額とほぼ同額を買い入れている」と指摘し、財政ファインナンスの懸念を誘う規模との認識を示し「ほかに購入できるリスク資産があれば、国債だけ極端に買い入れ額を増やさないことが望ましい」と述べている。
過去にインフレターゲット達成の手段として日銀による長期国債の大量購入を主張していた伊藤は「国債を買って市中に出回るお金がリスク資産に向かえば大きな意味があるが、今（2012年）は財政が悪過ぎる」と否定的見解を示し「無条件でどんどん国債を買えば良いという主張に対し、私はくみすることができない」と指摘している。

### 国庫短期証券
ドル買い資金の源泉は財務大臣所管の外国為替資金特別会計であるが、国庫短期証券（FB)はかつてはほぼ全額を日本銀行が直接引き受けていたため、国庫短期証券を発行した後に為替介入するとマネタリーベースが増加となり、円が市場に単純供給されることになる。
例えば財務省が3ヶ月もののTBを日本銀行に売却して得た資金をもって外貨を購入するというのが典型的なケースであるが、ここで介入がもし「非不胎化」されれば（日銀が引受たTBを市場で売却してゆかなければ）マネタリーベースは3ヶ月間は増加する。しかし3ヶ月後には財務省はTBを償還するために金融市場で資金調達を行う必要があり、この時点でマネタリーベースの水準は元に戻ってしまう。このため実際は金融機関が日銀に保有しているリザーブ残高やマネタリーベース残高にターゲットを設け、それを財務省の介入に応じて変動させる方法で「非不胎化」をおこなった。

### 各政党の姿勢
2012年12月時点での各政党の姿勢。
| 賛否 | 政党                                           |
| ---- | ---------------------------------------------- |
| ○    | 自由民主党、みんなの党、新党改革、日本維新の会 |
| ×    | 日本共産党、社会民主党、民主党、日本未来の党   |